# Lega Italiana Hockey Ghiaccio
Lega Italiana Hockey Ghiaccio (celý italský název: La Lega Italiana Hockey su Ghiaccio) nebo mezinárodně známá pod jménem Serie A je nejvyšší profesionální hokejová liga v Itálii. Založena byla v roce 1924. Tato hokejová liga spadá pod La Federazione Italiana Sport del Ghiaccio (FISG). Italská liga bývá častým útočištěm zahraničních hráčů, kteří se neprosadí v NHL. Počet cizinců je v týmu omezen na 4 hráče.

## Systém soutěže
První část: (základní sezóna) - každý tým hraje s každým týmem čtyři zápasy.
Druhá část: Po odehrání první části jsou týmy rozděleny do dvou skupin, ve kterých se rozhodne o účasti v play off respektive play out.
Třetí část: (Play off) - Ve čtvrtfinále se utká 1. tým z 8. týmem, 2. tým ze 7. týmem, 3. tým ze 6. týmem a 4. tým z 5. týmem. Poté se odehraje semifinále a finále, ve kterém se rozhodne o mistrovi ligy pro daný ročník. Samozřejmě se odehrají i zápasy play out, ve kterých se rozhodne, který tým z ligy sestoupí. Stejně jako v ostatních italských Serie A ligách, bude vítěz ligy nosit následující sezónu na svých dresech Scudetto. Jedná se o malý štít, na kterém je vyobrazena italská vlajka. Mistr navíc obdrží RBK Hockey Cup, který odráží sponzorství této ligy Reebokem. Vybrané zápasy této nejvyšší italské hokejové soutěže jsou vysílány v televizi.

### Zajímavosti
- v sezóně 1994/1995 (během výluky NHL) si zahrál v Itálii také Jaromír Jágr, který se zde předvedl v týmu HC Bolzano a v šesti zápasech si připsal osm gólů a osm asistencí
- největším zimním stadionem v Itálii se může pyšnit HC Bolzano s kapacitou 7220 diváků
- HC Bolzano opustilo v sezóně 2013–14 italskou Sérii A a momentálně hraje rakouskou EBEL
- tým Milano Rossoblu od roku 2011 spolupracuje s ruskou KHL a připravuje se na vstup do této soutěže

## Týmy
Složení ligy pro rok 2014/2015.
| Tým                      | Město                       | Stadión                                | Kapacita |
| ------------------------ | --------------------------- | -------------------------------------- | -------- |
| Asiago Hockey AS         | Asiago, Benátsko            | Pala Hodegart                          | 2200     |
| Hafro SG Cortina         | Cortina d'Ampezzo, Benátsko | Olympisches Eisstadion Cortina         | 2700     |
| HC Fassa                 | Canazei, Tridentsko         | Gianmario Scola                        | 3500     |
| Hockey Milano Rossoblu   | Milán, Lombardie            | Stadio del Ghiaccio Agora              | 4000     |
| Sportverein Ritten-Renon | Ritten, Bolzano             | Arena Ritten                           | 1200     |
| HC Pustertal             | Bruneck, Bolzano            | Leitner Solar Arena                    | 2150     |
| HC Valpellice            | Torre Pellice, Piemont      | Palaghiaccio Olimpico di Torre Pellice | 2500     |
| WSV Sterzing Broncos     | Sterzing, Bolzano           | Weihenstephan Arena                    | 1700     |
| SV Kaltern               | Kaltern, Bolzano            | Raiffeisen Arena                       | 1800     |
| HC Eppan Pirates         | Eppan, Bolzano              | Eisstadion Eppan                       | 1500     |
| HC Gherdëina             | Wolkenstein, Bolzano        | Eisstadion Pranives                    | 2000     |
| HC Neumarkt-Egna         | Neumarkt, Bolzano           | Würth Arena                            | 1200     |

## Vítězové ligy
- 1925 - HC Milano
- 1926 - HC Milano
- 1927 - HC Milano
- 1928 - liga nezahájena
- 1929 - liga nezahájena
- 1930 - HC Milano
- 1931 - HC Milano
- 1932 - Hafro SG Cortina
- 1933 - HC Milano
- 1934 - HC Milano
- 1935 - HC Diavoli Rossoneri Milano
- 1936 - HC Diavoli Rossoneri Milano
- 1937 - HC Milano
- 1938 - AC Milanese DG
- 1939 - liga nezahájena
- 1940 - liga nezahájena
- 1941 - AC Milanese DG
- 1942 - liga nezahájena
- 1943 - liga nezahájena
- 1944 - liga nezahájena
- 1945 - liga nezahájena
- 1946 - liga nezahájena
- 1947 - HC Milano
- 1948 - HC Milano
- 1949 - HC Diavoli Rossoneri Milano
- 1950 - HC Milano
- 1951 - HC Milano
- 1952 - HC Milano
- 1953 - HC Diavoli Rossoneri Milano
- 1954 - HC Milano
- 1955 - HC Milano
- 1956 - liga nezahájena
- 1957 - Hafro SG Cortina

- 1958 - Milan-Inter HC
- 1959 - Hafro SG Cortina
- 1960 - Diavoli HC Milano
- 1961 - Hafro SG Cortina
- 1962 - Hafro SG Cortina
- 1963 - HC Bolzano
- 1964 - Hafro SG Cortina
- 1965 - Hafro SG Cortina
- 1966 - Hafro SG Cortina
- 1967 - Hafro SG Cortina
- 1968 - Hafro SG Cortina
- 1969 - HC Gardena
- 1970 - Hafro SG Cortina
- 1971 - Hafro SG Cortina
- 1972 - Hafro SG Cortina
- 1973 - HC Bolzano
- 1974 - Hafro SG Cortina
- 1975 - Hafro SG Cortina
- 1976 - HC Gardena
- 1977 - HC Bolzano
- 1978 - HC Bolzano
- 1979 - HC Bolzano
- 1980 - HC Gardena
- 1981 - HC Gardena
- 1982 - HC Bolzano
- 1983 - HC Bolzano
- 1984 - HC Bolzano
- 1985 - HC Bolzano
- 1986 - HC Merano
- 1987 - AS Mastini Varese Hockey
- 1988 - HC Bolzano
- 1989 - AS Mastini Varese Hockey
- 1990 - HC Bolzano

- 1991 - HC Milano Saima
- 1992 - HC Devils Milano
- 1993 - HC Devils Milano
- 1994 - AC Milan Hockey
- 1995 - HC Bolzano
- 1996 - HC Bolzano
- 1997 - HC Bolzano
- 1998 - HC Bolzano
- 1999 - HC Merano
- 2000 - HC Bolzano
- 2001 - Asiago Hockey AS
- 2002 - HC Milano Vipers
- 2003 - HC Milano Vipers
- 2004 - HC Milano Vipers
- 2005 - HC Milano Vipers
- 2006 - HC Milano Vipers
- 2007 - Hafro SG Cortina
- 2008 - HC Bolzano
- 2009 - HC Bolzano
- 2010 - Asiago Hockey AS
- 2011 - Asiago Hockey AS
- 2012 - HC Bolzano
- 2013 - Asiago Hockey AS
- 2014 - Ritten Sport
- 2015 - Asiago Hockey AS
- 2016 - Ritten Sport
- 2017 - Ritten Sport
- 2018 - Ritten Sport
- 2019 - Ritten Sport
- 2020 - Asiago Hockey AS
- 2021 - Asiago Hockey AS
- 2022 - Asiago Hockey AS
- 2023 - Hafro SG Cortina